# Medaille voor de Oorlog in het Oosten
De Medaille voor de Oorlog in het Oosten was een Russische onderscheiding die op 26 augustus 1856 werd ingesteld door tsaar Alexander II van Rusland ter herinnering aan de oorlog van 1853 - 1856 tussen Rusland enerzijds en Turkije, Frankrijk, Engeland en Sardinië anderzijds. Vijandelijkheden vonden plaats in de Oostzee, op de Krim, op de Balkan en de Kaukasus en in het Verre Oosten van Rusland. In Nederland wordt deze oorlog "Krimoorlog" genoemd.
Op de voorzijde zijn de Cyrillische verstrengelde monogrammen van tsaar Nicolaas I van Rusland en Alexander II van Rusland onder een alziend oog afgebeeld. Daaronder staan de jaartallen 1853-1854-1855-1856. Op de keerzijde staat een opdracht in vijf Cyrillische regels. Deze kan als "In U o Here vertrouwen wij en wij zullen nooit worden beschaamd" worden vertaald.
De diameter van alle medailles is 28 millimeter. Er zijn vijf afslagen bekend, in goudkleurig brons, in brons en in messing. De als miniatuur op avondkleding gedragen medailles zijn vaak wél van goud en zilver.
- De Medaille voor de Oorlog in het Oosten in goudkleurig brons aan het geel en zwart gestreepte lint van de Sint-Jorisorde werd uitgereikt aan officieren, onderofficieren en soldaten die op de Kaukasus tegen de Turken vochten. Ook alle marinepersoneel dat in november 1853 aanwezig was bij de Slag bij Sinop, zij die in Azië hebben gevochten en de verdedigers van Fort Petropavlosk op het schiereiland Kamtsjatka in augustus 1854 werden met deze medaille aan dit lint onderscheiden.
- De Medaille voor de Oorlog in het Oosten in goudkleurig brons aan het lichtblauwe lint van de Orde van Sint-Andreas werd uitgereikt aan officieren, onderofficieren en soldaten die aan een militaire operatie of belegering hadden deelgenomen of in tot oorlogsgebied verklaard territorium dienst hadden gedaan. Deze medaille aan het blauwe lint was bestemd voor alle militairen en burgers die niet voor medaille aan het lint van de Sint-Jorisorde in aanmerking kwamen. Ook de gemobiliseerde militie kwam voor deze onderscheiding in aanmerking.
- De Medaille voor de Oorlog in het Oosten in donker brons aan zwart-rood-zwarte lint van de Orde van Sint-Vladimir werd aan militairen en burgers die tijdens de oorlog in de militaire administratie hadden gewerkt en geen van de eerdere twee medailles had ontvangen. Ook een eenheid cavaleristen, de kozakken van het IVe Regiment Oekraïense Kozakken, ontving de donkere bronzen medaille aan dit lint.
- De Medaille voor de Oorlog in het Oosten in messing aan het rode lint van de Orde van Sint-Anna werd aan kooplieden, in Rusland vormden zij een stand, uitgereikt voor verdiensten in de oorlog.

Jaren na de oorlog werd alsnog een medaille in ingesteld voor veteranen.
- De Medaille voor de Oorlog in het Oosten in lichtgekleurd brons aan het lint van de Orde van Sint-Andreas voor allen die ofwel een in de Krimoorlog verworven graad in de Orde van Sint-George of de Medaille voor de Belegering van Sebastopol droegen. Ook een in de oorlog opgelopen verwonding gaf recht op deze medaille. Deze medaille werd ook de gewond geraakte lijfeigenen uitgereikt.